# Skinnaremålagölen
Skinnaremålagölen är en sjö i Västerviks kommun i Småland och ingår i Botorpsströmmens huvudavrinningsområde.